# 分位數迴歸
分位數迴歸（英語：Quantile regression）是迴歸分析的方法之一。最早由Roger Koenker和Gilbert Bassett於1978年提出。
一般地，传统的回归分析研究自变量与因变量的条件期望之间的关系，相应得到的回归模型可由自变量的估计因变量的条件期望；分位数回归研究自变量与因变量的条件分位数之间的关系，相应得到的回归模型可由自变量估计因变量的条件分位数。相較於傳統迴歸分析仅能得到因变量的中央趨勢，分量迴歸可以進一步推論因变量的条件概率分布。分量迴歸屬於無母數統計方法之一。